# Грота дел Соле III (Напуљ)
Грота дел Соле III је насеље у Италији у округу Напуљ, региону Кампанија.
Према процени из 2011. у насељу је живело 146 становника. Насеље се налази на надморској висини од 50 м.